# 732 (число)
Вижте пояснителната страница за други значения на 732.
732 (седемстотин тридесет и две) е естествено, цяло число, следващо 731 и предхождащо 733.

## Общи сведения
Седемстотин тридесет и две с арабски цифри се записва „732“, а с римски цифри – „DCCXXXII“. Числото 732 е съставено от три цифри от позиционните бройни системи – 7 (седем), 3 (три) и 2 (два).

## Математика
- 732 е четно число.
- Факторизация е 22· 3 · 61.
- В двоична бройна система е 1011011100.
- В осмична бройна система е 1334.
- В шестнадесетична бройна система е 2DC.